# Jack Ging
Jack Lee Ging (* 30. November 1931 in Alva, Oklahoma; † 9. September 2022 in La Quinta, Kalifornien) war ein US-amerikanischer Schauspieler, der insbesondere durch seine Rollen in den Fernsehserien Das A-Team und Trio mit vier Fäusten bekannt wurde.

## Leben
Jack Ging spielte College Football an der University of Oklahoma und leistete danach seinen Wehrdienst beim United States Marine Corps. Ab Ende der 1950er Jahre hatte er erste Film- und Fernsehrollen und übernahm Gastauftritte in Serien wie Abenteuer unter Wasser, Rauchende Colts und Bonanza. Erste feste Fernsehrollen hatte er zwischen 1959 und 1961 als Beau McCloud in der Westernserie Tales of Wells Fargo neben Dale Robertson sowie als junger Psychiater in der Arztserie The Eleventh Hour, die von 1962 bis 1964 lief. Von 1968 bis 1974 verkörperte er die wiederkehrende Gastrolle des Lt. Dan Ives in der Krimiserie Mannix. 
1968 spielte Ging im Western Hängt ihn höher erstmals an der Seite von Clint Eastwood. Eastwood besetzte Ging daraufhin in zweier seiner Filme, Sadistico und Ein Fremder ohne Namen. Ansonsten lag der Karrierefokus von Ging aber vor allem auf Fernsehserien.
Ab 1985 wurde er dem deutschen Fernsehpublikum durch seine Rolle als General Harlan „Bull“ Fullbright in der Fernsehserie Das A-Team bekannt, diese Figur spielte er in acht Folgen. Stephen J. Cannell setzte ihn auch in seiner zur gleichen Zeit produzierten Serie Trio mit vier Fäusten ein, hier spielte er den griesgrämigen Polizeibeamten Lt. Ted Quinlan. Eine Besonderheit dieser beiden Charaktere war, dass sie beide den Serientod starben, was insbesondere in Das A-Team eine absolute Ausnahme darstellte; dort erlitt in der Regel niemand einen bleibenden Schaden. Ab Ende der 1980er Jahre war Ging, der über 30 Jahre in den verschiedensten Serienformaten mitwirkte, seltener zu sehen. Nach einem letzten Fernsehauftritt 1994 zog er sich ins Privatleben zurück.
Ging war in dritter Ehe verheiratet. Aus diesen Ehen gingen insgesamt vier Kinder hervor. Er starb im September 2022 im Alter von 90 Jahren in Palm Springs.

## Filmografie (Auswahl)
Filme
- 1958: Keine Angst vor scharfen Sachen (Rally ’Round the Flag)
- 1960: Begierde im Staub (Desire in the Dust)
- 1961: Sniper’s Ridge
- 1966: Intimacy
- 1967: Armee der Gesetzlosen (Mosby's Raiders)
- 1968: Hängt ihn höher (Hang ’Em High)
- 1971: Sadistico (Play Misty for Me)
- 1971: Panik in den Wolken (Terror in the Sky, Fernsehfilm)
- 1973: Ein Fremder ohne Namen (High Plains Drifter)
- 1973: Sssnake Kobra (Sssssss)
- 1973: Jefferson Bolt – Reisender in Dynamit (That Man Bolt)
- 1974: Wo der rote Farn wächst (Where the Red Fern Grows)
- 1977: Ein anderer Mann – eine andere Frau (Another Man, Another Chance)
- 1978: Die Sister, Die!

Fernsehserien
- 1958: Streifenwagen 2150 (Highway Patrol, Folge 4x05)
- 1958–1959: MacKenzie's Raiders (8 Folgen)
- 1959: Dezernat M (M Squad, Folge 2x32)
- 1959: Josh (Wanted: Dead or Alive, Folge 2x08)
- 1959–1961: Wells Fargo (Tales of Wells Fargo, 14 Folgen)
- 1960: Menschen im Weltraum (Men Into Space, Folge 1x15)
- 1960–1962: Perry Mason (3 Folgen)
- 1961: Twilight Zone (Folge 2x14 Der Gelegenheitskauf)
- 1961: Abenteuer unter Wasser (Sea Hunt, Folge 4x07)
- 1961: Alfred Hitchcock präsentiert (Alfred Hitchcock Presents, Folge 7x05)
- 1962–1964: The Eleventh Hour (57 Folgen)
- 1966: Rauchende Colts (Gunsmoke, Folge 12x10)
- 1968: Bonanza (Folge 9x21)
- 1968–1974: Mannix (8 Folgen)
- 1969–1974: FBI (The F.B.I., 3 Folgen)
- 1970: Hawaii Fünf-Null (Hawaii Five-O, Folge 2x17)
- 1970: Dan Oakland (Dan August, Folge 1x11)
- 1971: Die Leute von der Shiloh Ranch (The Virginian, Folge 9x16)
- 1972: Lassie (4 Folgen)
- 1972: Der Chef (Ironside, Folge 6x07)
- 1972: Kobra, übernehmen Sie (Mission: Impossible, Folge 7x11)
- 1974: Owen Marshall – Strafverteidiger (Owen Marshall: Counselor at Law, Folge 3x17)
- 1974–1975: Petrocelli (2 Folgen)
- 1974, 1976: Der Sechs-Millionen-Dollar-Mann (The Six Million Dollar Man, 2 Folgen)
- 1974–1979: Barnaby Jones (4 Folgen)
- 1975: Cannon (Folge 5x11)
- 1975, 1977: Kojak – Einsatz in Manhattan (Kojak, 2 Folgen)
- 1975, 1983: Unsere kleine Farm (Little House on the Prairie, 2 Folgen)
- 1976: Make-up und Pistolen (Police Woman, Folge 3x03)
- 1976: Die Sieben-Millionen-Dollar-Frau (The Bionic Woman, 2 Folgen)
- 1977: Die Waltons (The Waltons, Folge 5x20)
- 1978: Fantasy Island (Folge 1x11)
- 1978: Starsky & Hutch (Folge 4x02)
- 1979: Dear Detective (4 Folgen)
- 1980: Hart aber herzlich (Hart to Hart, Folge 2x02)
- 1981: The Greatest American Hero (Folge 1x06)
- 1981: Quincy (Folge 7x08)
- 1982: Ein Colt für alle Fälle (The Fall Guy, Folge 2x09)
- 1983: Der Feuersturm (The Winds of War, Miniserie, Folge 1x06)
- 1983: Hardcastle & McCormick (Hardcastle and McCormick, Folge 1x13 Der Ton macht die Musik)
- 1983–1986: Das A-Team (The A-Team, 8 Folgen)
- 1984–1985: Trio mit vier Fäusten (Riptide, 31 Folgen)
- 1986: Ein Engel auf Erden (Highway to Heaven, Folge 3x09)
- 1987: Kampf gegen die Mafia (Wiseguy, Folge 1x01)
- 1988: Highwayman (The Highwayman, Fernsehserie, Folge 1x07)
- 1988: Feuersturm und Asche (War and Remembrance, Miniserie, Folge 1x03)
- 1991–1992: P.S. I Luv U (6 Folgen)
- 1994: Überflieger (Wings, Fernsehserie, Folge 5x20)